# Семейство Марии
Семейство Марии — сравнительно небольшое семейство астероидов главного пояса, расположенное между орбитами Марса и Юпитера, которое, вероятно, образовалось в результате столкновения двух крупных астероидов, с их последующим разрушением.
Это семейство иногда называют семейством Хираямы, в честь японского астронома К. Хираямы открывшего эти семейства, так как астероиды этого семейства, также как и астероиды ещё несколько других семейств, имеют одинаковый спектральный и химический состав и образовались в результате разрушения родительского тела.
Данное семейство получило своё название в честь астероида (170) Мария. Считается, что именно это семейство может являться источником метеоритов, состоящих из обыкновенных хондритов группы L.
Астероиды этого семейства располагаются на следующих орбитах:
|     | ap          | ep    | ip     |
| --- | ----------- | ----- | ------ |
| min | 2,5 a. e.   | 0,077 | 14,3 ° |
| max | 2,625 a. e. | 0,117 | 15,6 ° |

В настоящее время обнаружено 81 астероид данного семейства. Они характеризуются относительно высоким наклоном орбиты от 15 ° — 17 °. Они движутся вокруг Солнца по орбитам с большими полуосями, лежащими в диапазоне от 2,5 до 2,625 астрономических единиц, что соответствует орбитальному резонансу с Юпитером 3:1.

## Крупнейшие астероиды этого семейства
| Имя              | Диаметр  | Большая полуось | Наклонение орбиты | Эксцентриситет орбиты | Год открытия |
| ---------------- | -------- | --------------- | ----------------- | --------------------- | ------------ |
| (170) Мария      | 44,3 км  | 2,554 а. е.     | 14,385 °          | 0,063                 | 1877         |
| (472) Рим        | 47,27 км | 2,543 а. е.     | 15,802 °          | 0,095                 | 1901         |
| (575) Рената     | 21,26 км | 2,555 а. е.     | 15,027 °          | 0,127                 | 1905         |
| (616) Элли       | 18,15 км | 2,553 а. е.     | 14,967 °          | 0,058                 | 1906         |
| (660) Кресцентия | 42,24 км | 2,534 а. е.     | 15,219 °          | 0,107                 | 1908         |
| (695) Белла      | 48,18 км | 2,539 а. е.     | 13,852 °          | 0,159                 | 1909         |
| (714) Улула      | 39,18 км | 2,535 а. е.     | 14,271 °          | 0,057                 | 1911         |
| (727) Ниппония   | 32,17 км | 2,567 а. е.     | 15,060 °          | 0,104                 | 1912         |
| (787) Москва     | 27,51 км | 2,539 а. е.     | 14,838 °          | 0,129                 | 1914         |
| (875) Нимфея     | 13,75 км | 2,555 а. е.     | 14,568 °          | 0,149                 | 1917         |
| (879) Рикарда    | —        | 2,535 а. е.     | 13,679 °          | 0,154                 | 1917         |
| (897) Лисистрата | 32,17 км | 2,544 а. е.     | 14,333 °          | 0,093                 | 1918         |
| (1996) Адамс     | —        | 2,557 а. е.     | 15,144 °          | 0,139                 | 1961         |
| (2865) Лорел     | 14,73 км | 2,560 а. е.     | 14,300 °          | 0,072                 | 1935         |